# Oxyethira aeola
Oxyethira aeola är en nattsländeart som beskrevs av Ross 1938. Oxyethira aeola ingår i släktet Oxyethira och familjen smånattsländor. Inga underarter finns listade i Catalogue of Life.